# Dołgoje (rejon mosalski)
Dołgoje (ros. Долгое) – wieś (dieriewnia) w Rosji, w obwodzie kałuskim, w rejonie mosalskim. W 2010 liczyła 225 mieszkańców.